# Heliconia revoluta
Heliconia revoluta là một loài thực vật có hoa trong họ Heliconiaceae. Loài này được (Griggs) Standl. mô tả khoa học đầu tiên năm 1930.